# Brătușeni
Brătușeni es una comuna y localidad de Moldavia en el distrito (raión) de Edinet. Está formada por dos pueblos, Brătuşeni y Brătuşenii Noi. 

Tiene el récord de la temperatura más baja registrada en el país, −35.5 °C el 20 de enero de 1963.

## Geografía
Se encuentra a una altitud de 175 m s. n. m. a 200 km de la capital nacional, Chisináu y al sur de la ciudad de Cupcini.

## Demografía
En el censo 2014 el total de población de la localidad fue de 4 772 habitantes.